# Maksymilian Szwed
Maksymilian „Maks“ Szwed (* 6. August 2004 in Łódź) ist ein polnischer Sprinter, der sich auf den 400-Meter-Lauf spezialisiert hat.

## Sportliche Laufbahn
Erste internationale Erfahrungen sammelte Maksymilian Szwed im Jahr 2022, als er bei den U20-Weltmeisterschaften in Cali mit der polnischen 4-mal-400-Meter-Staffel mit 3:09,05 min den Finaleinzug verpasste. Im Jahr darauf wurde er mit der Mixed-Staffel bei der 1. Liga der Team-Europameisterschaft im Rahmen der Europaspiele in Chorzów in 3:12,87 min Erster im A-Lauf und sicherte sich damit ligenübergreifend gemeinsam mit Anna Kiełbasińska, Igor Bogaczyński und Natalia Kaczmarek die Silbermedaille hinter dem tschechischen Team. Im August gewann er bei den U20-Europameisterschaften in Jerusalem in 46,31 s die Bronzemedaille über 400 Meter und belegte mit der Staffel in 3:09,30 min den sechsten Platz. 2024 belegte er bei den Hallenweltmeisterschaften in Glasgow in 3:08,00 min den fünften Platz im Staffelbewerb. Im Mai verhalf er bei den World Athletics Relays in Nassau der Mixed-Staffel zum Einzug in die Finalrunde und mit der Männerstaffel sicherte er sich in der 2. Qualifikationsrunde über 4-mal 400 Meter in 3:02,91 min einen Startplatz für die Olympischen Spiele in Paris. Anschließend belegte er bei den Europameisterschaften in Rom in 3:15,32 min den siebten Platz in der Mixed-Staffel und wurde mit der Männerstaffel im Vorlauf disqualifiziert. Im August belegte er bei den Olympischen Sommerspielen in Paris in 3:12,39 min den siebten Platz in der Mixed-Staffel und verpasste mit der Männerstaffel mit 3:01,21 min den Finaleinzug.
2025 gewann er bei den Halleneuropameisterschaften in Apeldoorn in 45,31 s die Silbermedaille über 400 Meter hinter dem Ungarn Attila Molnár und stellte damit einen neuen europäischen U23-Rekord sowie einen polnischen Landesrekord auf. Bei den World Athletics Relays in Guangzhou kam er mit der Männerstaffel sowie in der Mixed-Staffel zum Einsatz. Ende Juni wurde er bei der 1. Liga der Team-Europameisterschaft in Madrid in 45,18 s Fünfter im A-Lauf über 400 Meter und wurde mit der Mixed-Staffel in 3:09,43 min Erster. Anschließend gewann er bei den U23-Europameisterschaften in Bergen in 45,28 s die Silbermedaille im Einzelbewerb hinter dem Niederländer Jonas Phijffers. Kurz darauf siegte er mit der Männerstaffel in 3:03,64 min bei den World University Games in Bochum.
2024 wurde Szwed polnischer Meister im 400-Meter-Lauf im Freien sowie 2025 in der Halle.

## Persönliche Bestzeiten
- 200 Meter: 21,25 s (+1,1 m/s), 28. Mai 2023 in Łódź
  - 200 Meter (Halle): 21,38 s, 1. Februar 2025 in Spała
- 400 Meter: 45,18 s, 27. Juni 2025 in Madrid
  - 400 Meter (Halle): 45,31 s, 8. März 2025 in Apeldoorn (polnischer Rekord)